# Simon Thern
Simon Thern (Värnamo, Jönköping, Suecia, 18 de septiembre de 1992) es un futbolista sueco que juega en la posición de mediocampista para el IFK Värnamo.

## Selección nacional
Ha sido internacional con la selección de fútbol de Suecia.

## Palmarés

### Títulos nacionales
| Título              | Club            | País   | Año  |
| ------------------- | --------------- | ------ | ---- |
| Supercopa de Suecia | Helsingborgs IF | Suecia | 2011 |
| Allsvenskan         | Helsingborgs IF | Suecia | 2011 |
| Copa de Suecia      | Helsingborgs IF | Suecia | 2011 |
| Allsvenskan         | Malmö FF        | Suecia | 2013 |
| Supercopa de Suecia | Malmö FF        | Suecia | 2013 |
| Allsvenskan         | Malmö FF        | Suecia | 2014 |
| Supercopa de Suecia | Malmö FF        | Suecia | 2014 |